# Construction sociale des technologies
 (décembre 2018).
- Si vous ne connaissez pas le sujet, laissez ce bandeau (vous pouvez alors contacter les auteurs).
- Si vous supprimez le contenu mis en cause (vous pouvez préalablement contacter les auteurs),

argumentez précisément cette suppression dans la page de discussion
(un manque de référence n'est pas un argument ; une recherche réelle de référence doit avoir été effectuée, être formellement documentée).
Pour les articles homonymes, voir SCOT (homonymie).
La construction sociale des technologies (Social construction of technology ou SCOT) est un domaine de recherches sociologiques issu du constructivisme social qui étudie la place qu'occupent les facteurs sociaux dans le développement des techniques et du progrès scientifique et technique.

## Résumé sommaire de la théorie
L'analyse critique du modèle déterministe a amené les chercheurs Trevor Pinch et Wiebe Bijker à développer l'approche de la construction sociale des technologies (Social construction of technology, SCOT). Le modèle SCOT.

## Analyse détaillée de la théorie
Le point de départ de cette théorie est la critique de l'approche déterministe de l’innovation technologique qui affirme que l’innovation technologique est développée par des individus, et ce, de manière autonome. Cette approche affirme que la technologie détermine en grande partie l’aspect social. De par sa définition, cette approche est diamétralement opposée au modèle SCOT.
À la suite du constat des lacunes de l'approche déterministe, Pinch et Bijker ont développé le modèle SCOT, qui représente mieux la réalité d'aujourd’hui. Les auteurs se sont inspirés de trois mouvements, soit les mouvements STS (Strong Technological Program in Society), SSK (Sociology of Scientific Knowledge).
Les deux chercheurs Pinch et Bijker.
Frederik Van De Walle
étend l'étude des technologies du cycle pour reconstruire la conception des modes de transport.
En somme, trois moments caractérisent l'analyse proposée par la construction sociale des technologies:
- L'analyse sociologique d'un artefact afin de démontrer sa flexibilité interprétative.
- La description de la construction sociale.
- L'explication de cette construction sociale selon le contexte technologique et selon les différents groupes sociaux (p. 15526).